# لویی لو داف
لویی لو داف (زادهٔ ۱۹۴۵ یا ۱۹۴۶) یک تاجر میلیاردر فرانسوی و بنیان‌گذار و مدیرعامل گروه لو داف و زنجیره نانوایی بریوش دوره است.

## اوایل زندگی
لو داف در لیسه دو لا کغوا رُژ، برست تحصیل کرد. او دارای مدرک کارشناسی از مدرسه عالی علوم تجاری آنژه (ESSCA)، مدرک MBA از دانشگاه شربروک، کانادا، و دکترای علوم مدیریت از دانشگاه رن است.

## حرفه
او به عنوان معلم در مدرسه کسب‌وکار روان و سپس به عنوان مدرس در دانشگاه رن ۱، کار کرد.
لو داف اولین شعبه بریوش دوره را در سال ۱۹۷۶ در برست افتتاح کرد. این فروشگاه زنجیره‌ای اکنون دارای ۱٬۳۱۰ شعبه در ۸۰ کشور است.

## زندگی شخصی
لو داف متأهل است و دو فرزند دارد و در پاریس زندگی می‌کند.